# 吉川組
吉川組（よしかわぐみ）は、大阪府大阪市中央区に本拠を置く暴力団で、指定暴力団・六代目山口組の二次団体。

## 概要
2014年に四代目組長・吉村俊平は六代目山口組の直参に昇格。その後、幹部に昇格し、さらに上級職である組織委員長代理に就任した。
2010年9月6日、二代目組長・野上哲男、死去。

## 歴代組長
- 初代 - 吉川勇次（三代目山口組若頭補佐）
- 二代目 - 野上哲男 （六代目山口組最高顧問、五代目山口組副本部長、四代目山口組舎弟、三代目山口組若中）[2]
- 三代目 - 南匡樹（六代目山口組若中）
- 四代目 - 吉村俊平（1949年〈昭和24年〉1月27日生[3]（76歳）、本名：山口俊平、六代目山口組若中）

## 関連事項
- 宅見若頭射殺事件
- 第4次沖縄抗争